# Nielo
Nielo je crna, emajlu slična masa, po sastavu se radi o smjesi sulfida srebra, bakra i olova, koju se koristi kao podsloj na gravirnoj kovini. 
Naziv dolazi od nigellius - crnomanjasto.
Može ju se rabiti za ispunjavanje graviranih ili jetkanih udubljenja u kovini, ali i na plitko iskucanim ili cizeliranim predmetima. 
Stari Egipćani se navode kao izvorni dekoratori s nielom. Umijeće se proširilo diljem Europe u srednjem vijeku. U svom traktatu o zlatarstvu spominje je i poznati maniristički kipar i zlatar Benvenuto Cellini. Rimski predmeti bili su nijelirani smjesom samo na bazi srebrnog sulfida (no ima i rimskih predmeta samo na bazi bakar sulfida), bakar se u smjesi sa srebrom javlja tek krajem 5. stoljeća, a olovo dolazi u smjesu tek u 11. stoljeću. Danas se radi i na razvoju bezolovne smjese, na bazi kositra, jer je olovo štetno po zdravlje i okoliš.
Ovu smjesu negdje nazivaju i tula, prema gradu Tuli, južno od Moskve, u kojem je od 1705. bila poznata radionica za kovinoobradu, a koja se u 18. i 19. stoljeću proslavila po svojim s nielom ukrašenim izrađevinama od srebra i ostalih kovina.
Tehnika se i danas koristi na Tajlandu i u Ruskoj Federaciji, a u njoj su radili i neki suvremeni zlatari (primjerice amerikanac Phillip Fike, talijani Mario Pinton i Graziano Visintin).

## Vanjske poveznice
- Erhard Brepohl - Niello work
- A Technical note on Niello